# Биохимическо разлагане
Биохимическото разлагане е химическото разграждане на материали извършвано от бактерии, гъбички, или чрез други биологични средства. Терминът често е използван във връзка с екологията, управлението на отпадъците и биомедицината и в днешно време често се асоциира с екологичносъобразни продукти, които могат да се разграждат до естествени елементи. Органичните материали могат да бъдат разложени аеробно, с кислород, или анаеробно, без кислород. Био-повърхностно активни вещества, извънклетъчни вещества отделяни от микроорганизми, засилват биоразлагането.
Биохимическоразложима материя е обикновено органична материя, която служи като хранително средство за микроорганизми. Микроорганизмите са толкова много и разнообразни, че огромен обсег от съединения са биоразложими, включително въглеводороди.
Компостирането е биохимическо разлагане при което органични материали се рециклират и се превръщат в почвени добавки, включително тор.

## Фактори, влияещи върху скоростта на разлагането
На практика почти всички химически съединения и материали са биоразградими, но важна е сравнителната скорост на тези процеси – минути, дни, години, векове. Няколко фактора определят скоростта на разграждане на органичните компоненти. По-важните фактори включват присъствието на светлина, вода и кислород, както и температурата, защото химични реакции протичат по-бързо при по-високи температури. Скоростта на разлагане на много органични съединения е ограничена от тяхната бионаличност – съединенията може да трябва да бъдат в разтворено състояние преди организмите да могат да ги разградят.

## Биоразградимост на различни материали
Биоразградимостта може да бъде измервана по няколко начина. За аеробните бактерии могат да бъдат провеждани респирометрични тестове. Мостра от твърд отпадък се поставя в контейнер с микроорганизми и почва. В период от няколко дни, микроорганизми смилат мострата малко по малко и образуват въглероден диоксид (CO2). Наличното количество CO2 се използва като индикатор за разлагане. Биоразложимостта може също така да бъде измервана по количеството метан, която някои микроорганизми произвеждат.
| Продукт                                  | Време за разлагане |
| ---------------------------------------- | ------------------ |
| Салфетка                                 | 2 – 4 седмици      |
| Вестник                                  | 6 седмици          |
| Сърцевина на ябълка                      | 2 месеца           |
| Картонена кутия                          | 2 месеца           |
| Покрита с восък картонена кутия за мляко | 3 месеца           |
| Памучна ръкавица                         | 1 – 5 месеца       |
| Вълнена ръкавица                         | 1 година           |
| Шперплат                                 | 1 – 3 години       |
| Боядисани дървени пръчки                 | 13 години          |
| Найлонов плик                            | 10 – 20 години     |
| Ламаринена консервна кутия               | 50 години          |
| Пелена за еднократна употреба            | 50 – 100 години    |
| Пластмасова бутилка                      | 100 години         |
| Алуминиева кутия                         | 200 години         |
| Стъклена бутилка                         | Неопределено       |